# Юзеф Кондрат

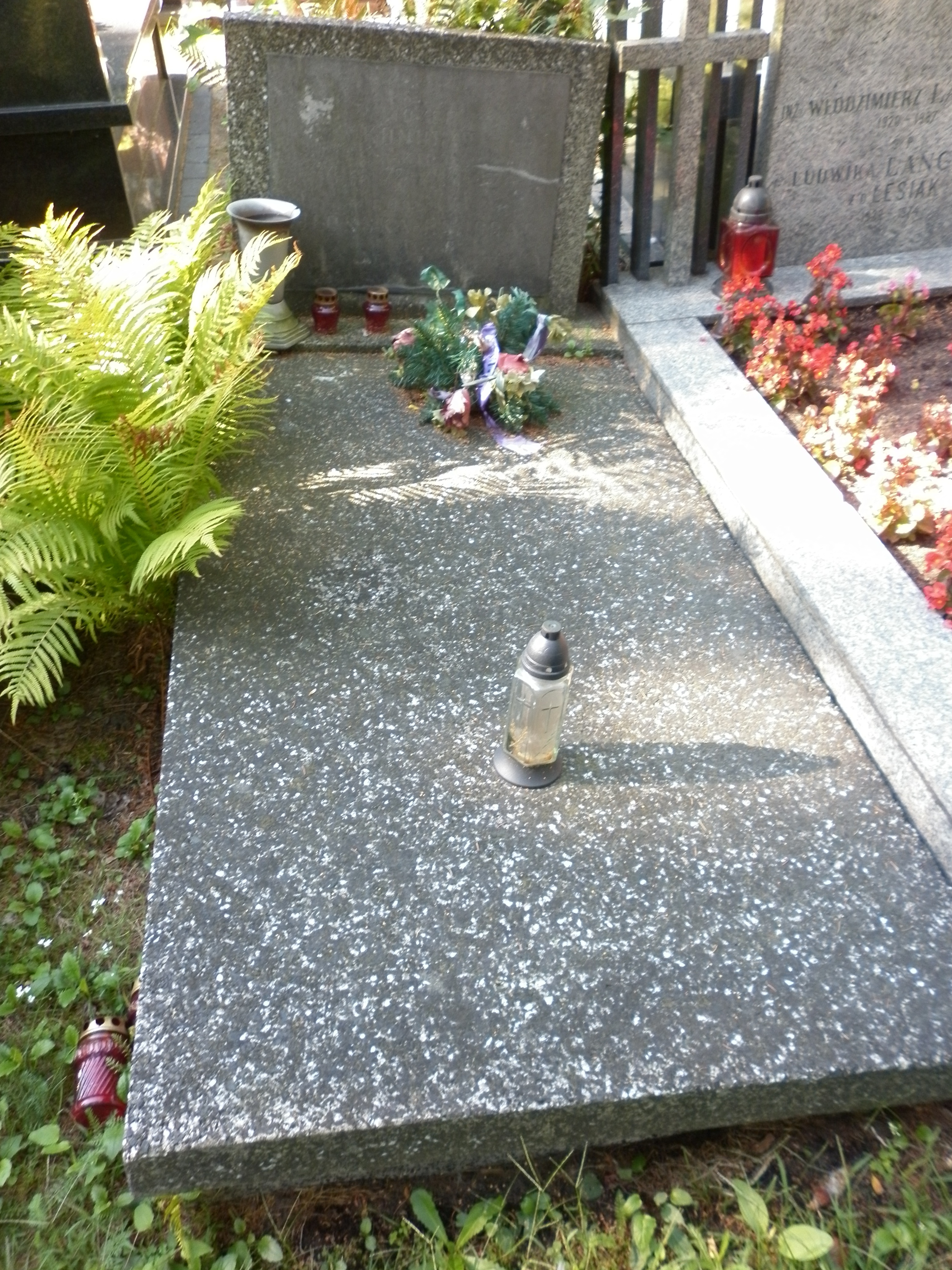
Могила Ю. Кондрата на Військовому кладовищі у Варшаві

Ю́зеф Ко́ндрат (пол. Józef Kondrat; 3 березня 1902, Перемишль, Австро-Угорщина—7 серпня 1974, Варшава, Польща) — польський театральний і кіноактор, співак. Був братом акторів Тадеуша Кондрата та дядьком Марека Кондрата.

## Біографія
Юзеф Кондрат народився 3 березня 1902 року в Перемишлі, який входив на той час до складу Королівства Галичини та Володимирії в Австро-Угорщині (нині Підкарпатське воєводство Польщі). Закінчив гімназію в Перемишлі, та же у 1922 році дебютував на сцені в любительських виставах. У 1924 році Кондрат склав акторський іспит, а потім був актором театрів в різних містах (Львів, Луцьк, Люблін, Познань, Варшава, Білосток, Ряшів, Бидгощ). У 1932—1939 роках виступав у Варшаві в Польському і Малому театрах.
У кіно Юзеф Кондрат дебютував у 1933 році, зігравши за час своєї акторської кар'єри ролі у понад 30-ти фільмах.
Під час окупації Польщі в роки Другої світової війни, восени 1940 року Кондрат виступав у варшавських кафе у мистецькій програмі режисера Леона Шиллера. У тому ж році він знявся в нацистському пропагандистському антипольському фільмі «Повернення додому» (реж. Густав Учицкі), за що був підданий підпіллям інфамії. Реабілітував себе участю у 1941—1944 роках в підпільних і партизанських організаціях.
Після війни грав на сценах театрів у Білостоці, Ряшеві, Любліні та Бидгощі. Від 1948 року виступав у варшавських театрах. З 1968 року і до своєї відставки у 1971 році Юзеф Кондрат належав до трупи Народного театру.
У 1959—1969 роках Юзеф Кондрат виступав у виставах «театру телебачення» та в багатьох радіопрограмах «Польського радіо», співав на радіо та на естраді.
Помер Юзеф Кондрат 7 серпня 1974 року у Варшаві, де й похований на Військовому цвинтарі.

## Фільмографія (вибіркова)
| Рік  |    | Українська назва                | Оригінальна назва         | Роль                            |
| ---- | -- | ------------------------------- | ------------------------- | ------------------------------- |
| 1933 | ф  | Історія гріха                   | Dzieje grzechu            |                                 |
| 1933 | ф  | Дванадцять стільців             | Dvanáct kresel            | таксист                         |
| 1935 | ф  | Антек-поліцмейстер              | Antek policmajster        | Фелек                           |
| 1935 | ф  | Кохай тільки мене               | Kochaj tylko mnie         | гонець                          |
| 1936 | ф  | Його велике кохання             | Jego wielka milosc        |                                 |
| 1936 | ф  | Фред ощасливить світ            | Fredek uszczesliwia swiat | Йозеф Бомба                     |
| 1937 | ф  | Дипломатична дружина            | Dyplomatyczna zona        | Крупка, секретар                |
| 1937 | ф  | Три гульвіси                    | Trójka hultajska          | Ігнацій Вюрек, підмайстер теслі |
| 1937 | ф  | Королева передмістя             | Królowa przedmiescia      | Каєтан                          |
| 1938 | ф  | Страхи                          | Strachy                   | Сікора, батько Терези           |
| 1941 | ф  | Повернення додому               | Heimkehr                  |                                 |
| 1953 | ф  | Справа, яку потрібно залагодити | Sprawa do zalatwienia     | пасажир потяга                  |
| 1954 | ф  | Під фригійською зіркою          | Pod gwiazda frygijska     |                                 |
| 1954 | ф  | Бенкет Валтасара                | Uczta Baltazara           | дядько Кінзель                  |
| 1957 | ф  | Король Матіуш I                 | Król Macius I             | міністр                         |
| 1958 | ф  | Прощання                        | Pozegnania                | маестро                         |
| 1961 | ф  | Комедіанти                      | Komedianty                | Вернер                          |
| 1962 | ф  | Будинок без вікон               | Dom bez okien             | директор Шарліт                 |
| 1962 | ф  | Сім'я Мілцарків                 | Rodzina Milcarków         | генерал Анрі ле Ронд            |
| 1963 | ф  | Боксер і смерть                 | Boxer a smrt              | Вензлак                         |
| 1963 | ф  | Вікенди                         | Weekendy                  | Малер                           |
| 1964 | ф  | Перерваний політ                | Przerwany lot             | батько                          |
| 1965 | тф | Постріл                         | Wystrzał                  |                                 |
| 1967 | тф | Батько                          | Ojciec                    | гомосексуал                     |
| 1969 | ф  | Вознесіння на небо              | Wniebowstapienie          | Кароль Голдщейн                 |
| 1970 | ф  | Пан Додек                       | Pan Dodek                 | Фелек                           |
| 1970 | ф  | Нюрнберзький епілог             | Epilog norymberski        |                                 |
| 1972 | тф | Система                         | System                    | Паті                            |